# 特罗斯特配体
特罗斯特配体（英語：Trost ligand）,是由斯坦福大学化学系教授巴里·特罗斯特（Barry Trost）发明的一种由反式-1,2-环己二胺(trans-1,2-Diaminocyclohexane)衍生得到的C2-对称的手性双膦配体，可用于特罗斯特不对称烯丙位烷化反应。